# 巴彦淖尔市中滩农场
巴彦淖尔市中滩农场，是中国内蒙古自治区巴彦淖尔市乌拉特前旗下辖的一个类似乡级单位。

## 行政区划
巴彦淖尔市中滩农场共辖以下地区：
一分场村、二分场村、三分场村、四分场村、五分场村、六分场村、七分场村、八分场村、九分场村、十分场村、十一分场村、十二分场村。